# Цаохай
Цаохай (кит. спр. 草海镇, піньїнь: Căohăi Zhèn) — містечко в південнокитайській провінції Гуйчжоу, адміністративний центр Вейнін-Ї-Хуей-Мяоського автономного повіту в префектурі Біцзе.

## Географія
Цаохай розташовується на північ від Юньнань-Гуйчжоуського плато, лежить у горах Вейнін.

### Клімат
Містечко знаходиться у зоні, котра характеризується океанічним кліматом субтропічних нагір'їв. Найтепліший місяць — липень із середньою температурою 17.8 °C (64 °F). Найхолодніший місяць — січень, із середньою температурою 1.7 °С (35 °F).
| Клімат Цаохая           | Клімат Цаохая | Клімат Цаохая | Клімат Цаохая | Клімат Цаохая | Клімат Цаохая | Клімат Цаохая | Клімат Цаохая | Клімат Цаохая | Клімат Цаохая | Клімат Цаохая | Клімат Цаохая | Клімат Цаохая | Клімат Цаохая |
| Показник                | Січ.          | Лют.          | Бер.          | Квіт.         | Трав.         | Черв.         | Лип.          | Серп.         | Вер.          | Жовт.         | Лист.         | Груд.         | Рік           |
| Середній максимум, °C   | 8             | 10            | 15            | 19            | 20            | 20            | 22            | 22            | 19            | 15            | 12            | 9             | 15            |
| Середня температура, °C | 2             | 4             | 8             | 12            | 14            | 16            | 18            | 17            | 14            | 11            | 7             | 4             | 10            |
| Середній мінімум, °C    | −2            | 0             | 3             | 6             | 10            | 12            | 14            | 13            | 11            | 7             | 3             | 0             | 6             |
| Норма опадів, мм        | 10            | 10            | 15            | 42            | 105           | 181           | 189           | 151           | 127           | 71            | 23            | 9             | 932           |
| ----------------------- | ------------- | ------------- | ------------- | ------------- | ------------- | ------------- | ------------- | ------------- | ------------- | ------------- | ------------- | ------------- | ------------- |
| Джерело: Weatherbase    |               |               |               |               |               |               |               |               |               |               |               |               |               |